# Vladimir Jovović
Vladimir Jovović (černohorskou cyrilicí Владимир Јововић; * 26. října 1994 Nikšić) je černohorský profesionální fotbalista, který hraje na pozici křídelníka za český klub FK Jablonec a za černohorský národní tým.

## Klubová kariéra

### Sutjeska Nikšić
Fotbalovou kariéru zahájil v roce 2011 v černohorském klubu FK Sutjeska Nikšić. Během tohoto angažmá dostal od disciplinární komise Černohorského fotbalového svazu distanc (zákaz startu) na 6 měsíců za udeření soupeře a rozhodčího. Se Sutjeskou Nikšič Jovovič získal dva černohorské tituly.

### Crvena zvezda
V letech 2015–2017 byl hráčem srbského klubu FK Crvena zvezda z Bělehradu, kde se však neprosadil a tak absolvoval hostování v srbských týmech OFK Bělehrad, FK Napredak Kruševac a FK Spartak Subotica.

### FK Jablonec

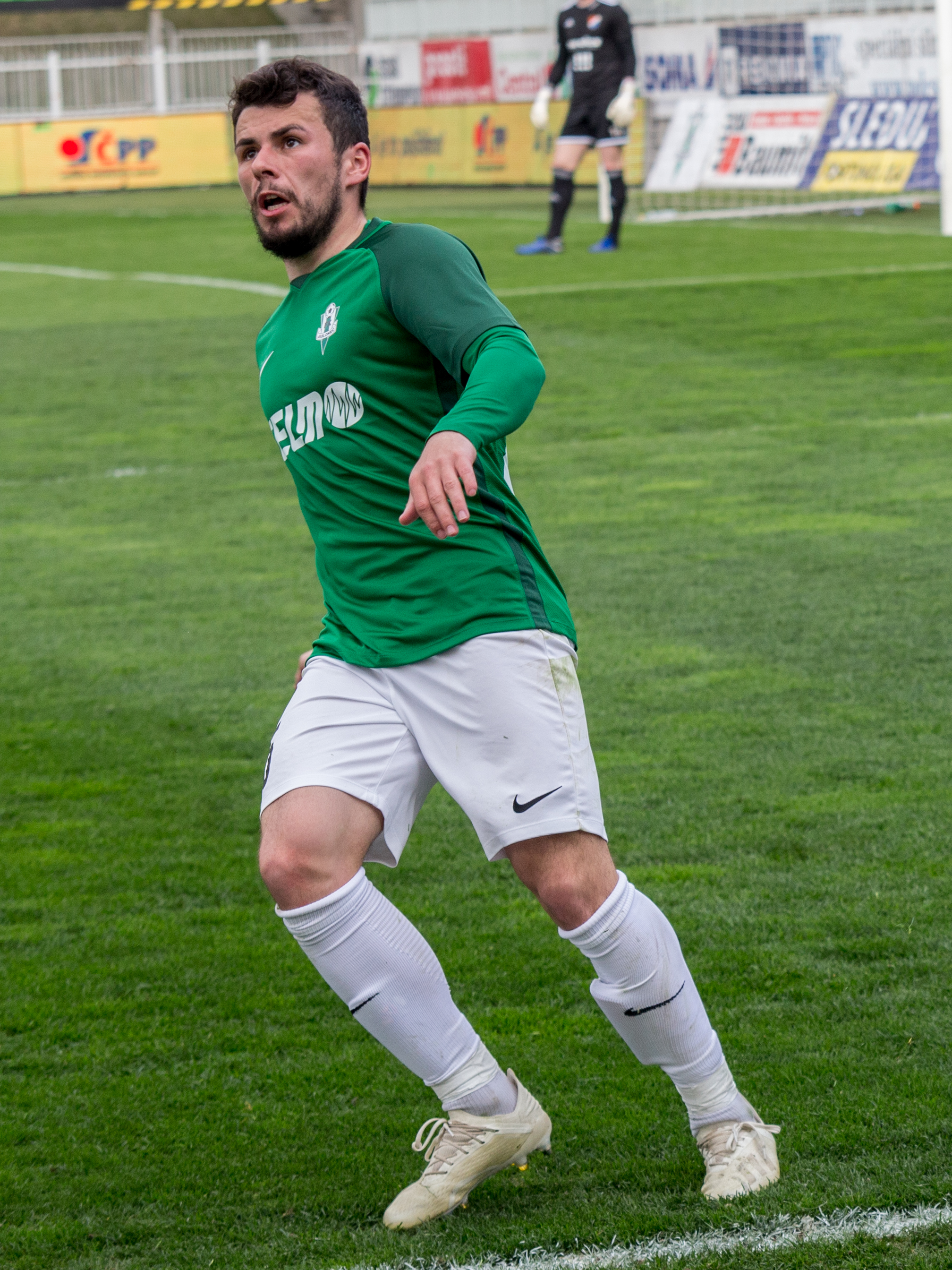
V dresu Jablonce (2019)

V červenci 2017 přestoupil z Crvene zvezdy Bělehrad do českého klubu FK Jablonec. Podepsal kontrakt na jeden rok s opcí.
Postupem času se stal důležitou součástí sestavy Jablonce a roce 2020 už podruhé s klubem prodloužil smlouvu, tentokrát do léta 2021. Během čtyř sezon odehrál v české lize 103 zápasů a vstřelil 15 branek, s týmem trenéra Petra Rady se představil i v Evropské lize.

### Sutjeska Nikšić (návrat)
Po ukončení své smlouvy v Jablonci v roce 2021 se jako volný hráč vrátil do Nikšiče, kde začínal kariéru.

### FK Jablonec (návrat)
Jovović se po roční pauze vrátil do Jablonce.

## Reprezentační kariéra
V A-mužstvu Černé Hory debutoval 17. 11. 2013 v přátelském zápase v Lucemburku proti domácímu týmu Lucemburska (výhra 4:1). V červnu 2019 nastoupil v Olomouci v zápase proti Česku.